# Gouden Erebeer
De Gouden Erebeer (Duits: Goldener Ehrenbär) is een prijs die wordt uitgereikt op het jaarlijkse Filmfestival van Berlijn aan een acteur of cineast die naar het oordeel van de jury een bijzonder oeuvre heeft opgebouwd. De trofee ontleent zijn oorspronkelijke glans aan de Gouden Beer die sinds 1951 aan de beste film van het jaar wordt toegekend. De eerste Gouden Erebeer werd vergeven in 1982.

## Winnaars van de Gouden Erebeer
| Jaar | Naam                  | Rol       | Land                |
| ---- | --------------------- | --------- | ------------------- |
| 1982 | James Stewart         | acteur    | Verenigde Staten    |
| 1988 | Alec Guinness         | acteur    | Verenigd Koninkrijk |
| 1989 | Dustin Hoffman        | acteur    | Verenigde Staten    |
| 1990 | Oliver Stone          | regisseur | Verenigde Staten    |
| 1993 | Billy Wilder          | regisseur | Verenigde Staten    |
| 1993 | Gregory Peck          | acteur    | Verenigde Staten    |
| 1994 | Sophia Loren          | actrice   | Italië              |
| 1995 | Alain Delon           | acteur    | Frankrijk           |
| 1996 | Jack Lemmon           | acteur    | Verenigde Staten    |
| 1996 | Elia Kazan            | regisseur | Verenigde Staten    |
| 1997 | Kim Novak             | actrice   | Verenigde Staten    |
| 1998 | Catherine Deneuve     | actrice   | Frankrijk           |
| 1999 | Shirley MacLaine      | actrice   | Verenigde Staten    |
| 2000 | Jeanne Moreau         | actrice   | Frankrijk           |
| 2001 | Kirk Douglas          | acteur    | Verenigde Staten    |
| 2002 | Claudia Cardinale     | actrice   | Italië              |
| 2002 | Robert Altman         | regisseur | Verenigde Staten    |
| 2003 | Anouk Aimée           | actrice   | Frankrijk           |
| 2004 | Fernando Solanas      | regisseur | Argentinië          |
| 2005 | Im Kwon-taek          | regisseur | Zuid-Korea          |
| 2005 | Fernando Fernán Gómez | acteur    | Spanje              |
| 2006 | Ian McKellen          | acteur    | Verenigd Koninkrijk |
| 2006 | Andrzej Wajda         | regisseur | Polen               |
| 2007 | Arthur Penn           | regisseur | Verenigde Staten    |
| 2008 | Francesco Rosi        | regisseur | Italië              |
| 2009 | Maurice Jarre         | regisseur | Frankrijk           |
| 2010 | Wolfgang Kohlhaase    | acteur    | Duitsland           |
| 2010 | Hanna Schygulla       | actrice   | Duitsland           |
| 2011 | Armin Mueller-Stahl   | acteur    | Duitsland           |